# Jezioro Lubieckie
Jezioro Lubieckie – jezioro w woj. kujawsko-pomorskim, w powiecie żnińskim, w gminie Rogowo, w pobliżu wsi Lubcz. Jezioro leży na terenie Pojezierza Gnieźnieńskiego.
Jezioro znajduje się w Obszarze Chronionego Krajobrazu Jezior Rogowskich.

## Dane morfometryczne
Długość jeziora to 1,7 km, a średnia szerokość ok. 300 m. Powierzchnia zwierciadła wody według różnych źródeł wynosi od 47,5 ha do 47,7 ha.
Zwierciadło wody położone jest na wysokości 94,7 m n.p.m. lub 95,8 m n.p.m. Średnia głębokość jeziora wynosi 4,9 m, natomiast głębokość maksymalna 8,6 m.